# 三笠書房
株式会社三笠書房（みかさしょぼう、英: MIKASA SHOBO CO., LTD.）は、東京都千代田区に本社を置く日本の出版社。

## 沿革

### 翻訳出版社として
1933年、翻訳者の竹内道之助により、海外文学の翻訳出版社として創業。
処女出版は『ドストイエフスキイ研究』(アンドレ・ジッド他著)。 『ドストイェフスキー全集』 『ヘルマン・ヘッセ全集』 『ヘミングウェイ全集』『クローニン全集』 『風と共に去りぬ』 『赤毛のアン』 などを発行。特に『風と共に去りぬ』(大久保康雄訳・初刊は1938年)は、1949年、1950年の年間ベストセラー第3位にランクされるなど、300万部を超える大ベストセラーとなった。なお、映画の日本公開は1952年で、同年もベストセラー第7位に入っている。
『風と共に去りぬ』で得た莫大な利益によって、三笠文庫（1951年創刊）、『三笠版現代世界文学全集』（全27巻、別巻4。1953年-1957年）などを刊行している。
和書では創業の1933年に内田百閒の随筆『百鬼園随筆』を出版しており、その後も『阿房列車』など、たびたび百閒作品を刊行している。また、1938年に「マルスの歌」を掲載した『文学界』が発売禁止になり、大手ジャーナリズムから半ば締め出された石川淳の作品を、自社刊行の『文庫』などの雑誌に発表した。1939年の石川の長編小説「白描」、1941年の短編「張柏端」は三笠書房の雑誌が初出である。1941年には書き下ろし評論『森鴎外』も刊行した。
また、唯物論研究会と関係が深く、研究会が企画した『唯物論全書』のシリーズを弾圧後も引き受け、『三笠全書』として刊行していた。

### 自己啓発へ転換
放漫経営により1968年に2度目の倒産危機に陥った折、会社再建への貢献を創業者の竹内に認められ、当時、一般社員だった現会長の押鐘冨士雄が営業部長に抜擢された。1973年には編集部長へ就任した押鐘は、映画『未知との遭遇』の公開に合わせて原作本を出版し40万部を売り上げるなど、人気ドラマの小説化で債務を完済した手腕が評価され、1980年、代表取締役社長に就任した。また、1975年には子会社扱いで「フランス書院」ブランドを設立し、官能小説の分野にも進出している。
この頃から主力だった翻訳文芸路線を放棄し、自己啓発本の発行を開始する。
1981年には竹内が死去。1985年に押鐘が竹内の長男より株式を買い取ったことから、創業者一族である竹内家は同社から離れた。社屋も新宿区戸山から移転し、現体制となる。
これにより、本格的に自己啓発、生き方、ビジネス、経済、雑学、ハウツー、女性向け書籍などの路線へ転換した。そのため、同じ出版社でありながら、年代によってイメージが異なる出版社といえる。自己啓発の著名な書き手には渡部昇一や轡田隆史がいる。渡部はジョセフ・マーフィーについての出版には大島淳一のペンネームを使っている。
現在は「知的生きかた文庫」（1984年創刊）「王様文庫」（2000年創刊）を中心に、教養本や実用書の発行を多数手がけている。知的生きかた文庫は文庫化の版権に関連して、学校法人産業能率大学出版部と密接な関係にある。
2008年、押鐘冨士雄の息子、押鐘太陽が社長に就任した。
2025年4月に出版した神田裕子著『職場の「困った人」をうまく動かす心理術』が障害者差別解消の観点から論争となっている（詳細は神田裕子#論争を参照）。

## 主な刊行物
- 『風と共に去りぬ』 - 大久保康雄訳
- 『赤毛のアン』 - 村岡花子訳。邦題は初刊刊行当時の編集者・小池喜孝が命名。

### 全集
- 『三笠版現代世界文学全集』
- 『ドストイェフスキー全集』
- 『ヘルマン・ヘッセ全集』
- 『ヘミングウェイ全集』

### 文庫
- 知的生きかた文庫
- 王様文庫
- 三笠文庫（廃刊）

## 所在地
東京都千代田区飯田橋三丁目3番1号

## 関連会社
- フランス書院 - 官能小説大手。100パーセント子会社。社長も同一人物、同じ建物内にあり、実質的には社内カンパニー（事業部）。